# Gmina Rudnik (Powiat Krasnostawski)
Die Gmina Rudnik ist eine Landgemeinde im Powiat Krasnostawski der Woiwodschaft Lublin in Polen. Ihr Sitz ist das gleichnamige Dorf mit etwa 550 Einwohnern.

## Gliederung
Zur Landgemeinde Rudnik gehören folgende Ortschaften mit einem Schulzenamt:
Bzowiec
Joanin
Kaszuby
Majdan Borowski Pierwszy
Majdan Kobylański
Majdan Łuczycki
Maszów
Mościska
Płonka
Płonka Poleśna
Równianki
Rudnik
Suche Lipie
Suszeń
Wierzbica
Weitere Orte der Gemeinde sind:
Majdan Borowski Drugi
Majdan Średni
Maszów Dolny
Maszów Górny
Międzylas
Mościska-Kolonia
Nowiny
Płonka-Kolonia
Potasznia
Romanówek